# 高永完

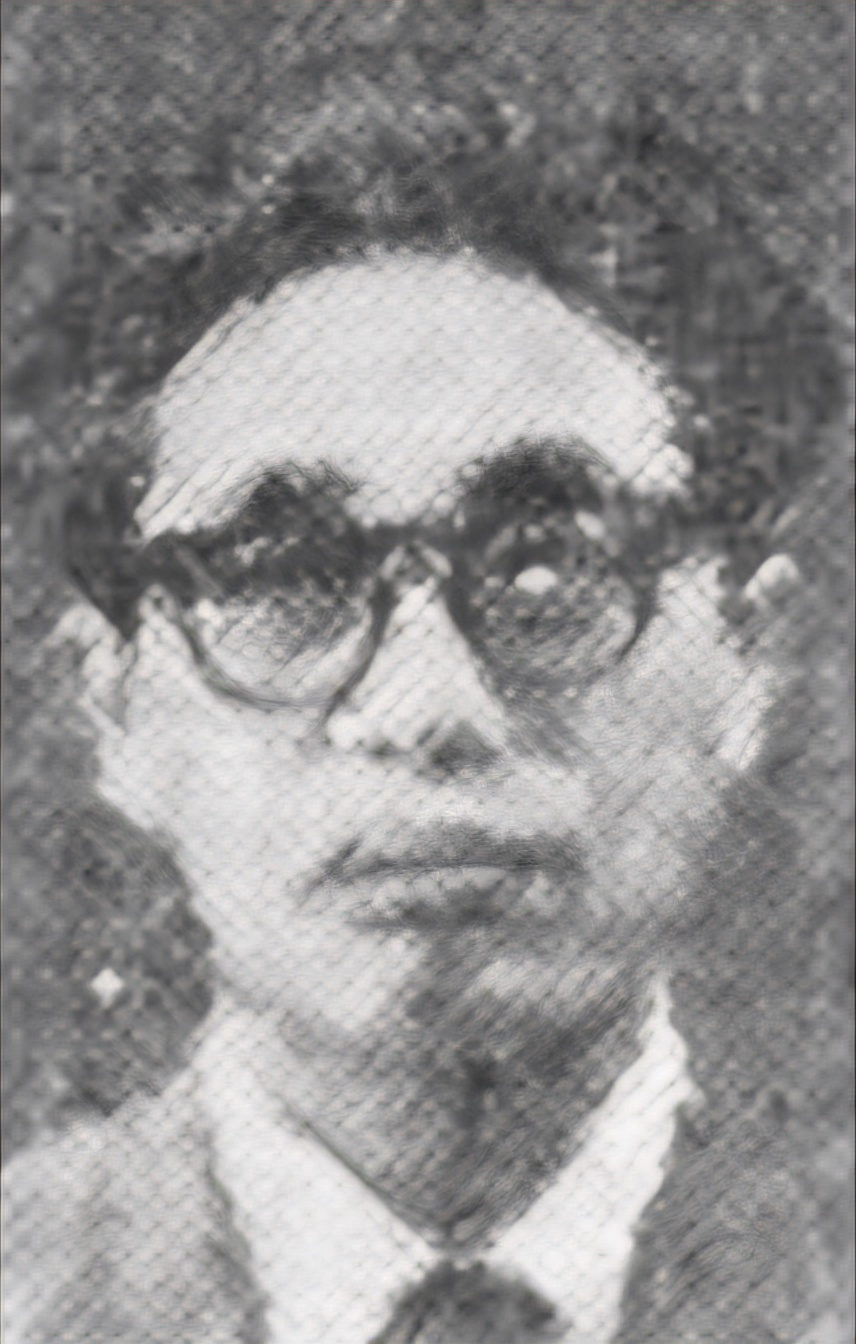
1960年ごろ

高 永完（コ・ヨンワン、朝鮮語: 고영완、1914年 - 1991年8月6日）は、日本統治時代の朝鮮の独立運動家、大韓民国の政治家。初代長興郡郡守（アメリカ軍政下）、第2・5代韓国国会議員を歴任した。号は霧渓（ムゲ、무계）。仏教徒。
本貫は長興高氏。壬辰倭乱の時の義兵長の高敬命の直系の15世孫である。元大法院長の李容勲は娘婿。また、2人の妹は金性洙の2人の息子、金相万と金相欽の妻である。

## 経歴
日本統治時代の全羅南道長興郡出身。専修大学法科卒。抗日運動で活躍したため、日本軍憲兵に捕まえられ、咸興刑務所で3年間服役した。光復後は長興郡守、大韓独立促成国民会長興支部長、大韓民族青年団長興支団長、韓民党中央執行委員・長興党部総務を歴任した。1950年の第2代総選挙では民国党の候補、1960年の第5代総選挙では民主党の候補としてそれぞれ当選したが、その間の第3代・第4代総選挙では落選した。
1991年8月6日、長興郡長興邑の自宅で持病により死去。享年78。

## 賞勲
愛国志士大統領表彰、建国勲章愛族章を受賞。

## エピソード
1988年に生家が「長興霧渓古宅」として全羅南道地方文化財161号に指定された。
故郷の長興中学校と長興農業中学校の設立にも寄与した。